# Fredrik Jakob Funck
Fredrik Jakob Funck, född 5 juli 1778 i Tåby församling, Östergötlands län, död 29 augusti 1864 i Tåby församling, Östergötlands län, var en svensk friherre, jurist och godsägare. 

## Biografi
Fredrik Jakob Funck föddes 1778 på Almstad i Tåby socken. Han var son till var son till Alexander Funck och Beata Margareta Löfgren, vars far var borgmästare i Söderköping. Funck  blev student vid Uppsala universitet och 10 juni 1795 auskultant i Göta hovrätt. Han blev 30 november 1795 extra ordinarie kanslist i Göta hovrätt och 2 maj 1797 vid justitierevisionsexpeditionen. Funck blev 1 juli 1799 auskultant i Svea hovrätt, 29 december 1802 hovjunkare och 19 december 1803 vice häradshövding. Den 1 mars 1805 tilldelades han häradshövdings fullmakt och förordnades 19 mars samma år till adjungerad ledamot i Göta hovrätt och utnämndes 11 augusti 1807 till lagman i Tiohärads lagsaga. Han tog avsked från tjänsten som lagman 18 februari 1817. Funck utnämndes 28 april 1858 till riddare och Nordstjärneorden och 26 november 1860 till kommendör av Vasaorden. Han avled 1858 på Almstad i Tåby socken.
Efter 1817 ägnade han sin tid, dels åt vården av sina egendomar Almsta, Myckelby, Skjörstad, Brunneby och Sörbyholm i Östergötland, del åt en omfattande patriotisk verksamhet. I den senare egenskapen tog han initiativ till sockenskolor, sockenbibliotek, hushållsföreningar och sparbanker men även till ett flertal vägprojekt. Han försåg tekniska skolan i Norrköping med ett mineralkabinett samt skänkte altarprydnader och silverföremål till ett flertal kyrkor. På sin huvudgård Almstad samlade han ett dyrbart bibliotek och en rik myntsamlingar. Han verkade även som författare av i första hand ekonomiska arbeten. Funck var ledamot i ett flertal hushållnings- och bildningssällskap.

### Familj
Funck gifte sig 4 juni 1818 på Skälboö i Skönberga socken med Althea Maria De Geer (1786–1877), dotter till majoren Alexander De Geer och Ulrica Wolffelt. De fick tillsammans barnen Ulrika Christina Hilda Vilhelmina Funck (1820–1910) som var gift med löjtnanten Frans Algot Hedenstierna, godsägaren och underlöjtnanten Alexander Fredrik Carl August Funck (1823–1905), Emilia Funck (1825–1915) som var gift med kusinen, kabinettskammarherren, friherre Fredrik Alexander Funck och Elisabet Maria Beata Sofia Funck (1827–1915) som var gift med extra ordinarie notarien Nils Fredrik Fries i Svea hovrätt.